# José Andrés Coronado Alvarado
José Andrés Coronado Alvarado (San José, 15 de enero de 1895 - 4 de octubre de 1975) fue un político y diplomático costarricense.

## Biografía
Nació en San José, el 15 de enero de 1895, fue hijo de José Andrés Coronado Jiménez y Eduviges Alvarado Carrillo. Se graduó de Bachiller en el Liceo de Costa Rica y después cursó estudios de ciencias sociales y económicas en la Universidad de Nashville en Tennessee, Estados Unidos, donde también tuvo a su cargo una cátedra de Relaciones latinoamericanas. Se casó en primeras nupcias con Helen Cockrill Foster y en segundas con Evelia Chaves León.
Fue Secretario de Relaciones Exteriores de Costa Rica del 24 de marzo al 9 de diciembre de 1922. Además, de abril a mayo de 1922, estuvo encargado interinamente de la Secretaría de Fomento y Obras Públicas.
Durante su gestión como Canciller, el 10 de noviembre de 1922 firmó el tratado de extradición Coronado-Davis con el Ministro Plenipotenciario de los Estados Unidos, Roy Tasco Davis, cuyas ratificaciones se canjearon en abril de 1923. También inició las negociaciones para la firma de un convenio comercial con Francia.
Representó a Costa Rica en la Conferencia Centroamericana de Washington D. C., inaugurada el 4 de diciembre de 1922, pero a los pocos días se admitió su renuncia como Canciller y como delegado a esa reunión.
Fue funcionario del Banco (después Instituto) Nacional de Seguros desde su fundación en 1927.

## Fallecimiento
Falleció en San José, el 4 de octubre de 1975 a los 80 años de edad.